# Басенко Володимир Опанасович
Володимир Опанасович Басенко (1893, Кубанська область, тепер Краснодарський край, Російська Федерація — 23 квітня 1918, біля міста Севастополя) — радянський діяч, учасник встановлення радянської влади в Криму, редактор газети «Таврическая правда». Член ВЦВК РРФСР у 1918 році.

## Біографія
Народився на Кубані в 1893 (за даними РЕІУ — 1894) році в козацькій родині.
Напередодні 1914 року навчався в Московському університеті, брав участь у соціал-демократичному русі.
Під час Першої світової війни служив військовим фельдшером у російській армії.
Член РСДРП(б) з квітня 1917 року.
У 1917 році — член комітету РСДРП(б) 8-ї російської армії. Був делегатом фронтового з'їзду рад Південної області.
У січні 1918 року на 3-му Всеросійському з'їзді рад обраний членом ВЦВК. Організатор загонів Червоної армії в Одесі та Криму, член Севастопольської ради військових та робітничих депутатів, член Кримського обласного революційного комітету, член Військово-морського комісаріату Таврійської радянської республіки. У 1918 році був одним із редакторів газети «Таврическая правда».
23 квітня 1918 року загинув у боях проти німецьких військ під Альмою біля Севастополя (за даними РЕІУ — біля Сімферополя).